# Cole Parker
Cole Parker ist ein britischer Schauspieler, Komiker und Moderator.

## Leben
Parker arbeitete gut fünf Jahre als Croupier und Dealer in verschiedenen Casinos. Seit 2000 tourt Parker als Komiker durch das Vereinigte Königreich und erhielt bereits im selben Jahr die Auszeichnung als bester neuer Komiker Großbritanniens. Als Fernsehmoderator war er für die Moderation von 15 Episoden des Formats The Ultimate Gambler auf Bravo Television tätig und fungierte von 2003 bis 2007 für Jersey LIVE! als Moderator. Für Sky Sports moderierte er das International Cricket 2010. Gemeinsam mit Craig Charles moderierte er eine Musiksendung für BBC Radio 6 Music.
Nach ersten kleineren Film- und Fernsehrollen spielte Parker 2015 im Film Road Wars – Willkommen in der Hölle die Hauptrolle des Thorne. Im selben Jahr war er in der Serie The Box's Edge in drei Episoden als Nigel zu sehen sowie im Film She and I die Rolle des Steve. 2016 in The Kettlemen und 2021 in Magnum P.I. übernahm er jeweils Episodenrollen.

## Filmografie (Auswahl)
- 2011: Wounded
- 2013: The Burden (Kurzfilm)
- 2015: Road Wars – Willkommen in der Hölle (Road Wars)
- 2015: The Box's Edge (Fernsehserie, 3 Episoden)
- 2015: She and I
- 2016: The Cheerleader (Kurzfilm)
- 2016: The Kettlemen (Fernsehserie, Episode 1x02)
- 2021: Magnum P.I. (Fernsehserie, Episode 4x08)
- 2022: The Red Tide Massacre
- 2022: Family Portrait (Kurzfilm)